# Контжала
Контжала (фр. Kontjala) — деревня в Чаде, расположенная на территории региона Восточный Логон.

## Географическое положение
Деревня находится в южной части Чада, на левом берегу реки Пенде, к северо-западу от города Горе, на высоте 508 метров над уровнем моря.
Населённый пункт расположен на расстоянии приблизительно 487 километров к юго-востоку от столицы страны Нджамены.

## Климат
Климат деревни характеризуется как тропический, с сухой зимой и дождливым летом (Aw в классификации климатов Кёппена). Среднегодовая температура воздуха составляет 27,1 °C. Средняя температура самого холодного месяца (января) составляет 25,5 °С, самого жаркого месяца (марта) — 30,1 °С. Расчётная многолетняя норма осадков — 1190 мм. В течение года количество осадков распределено неравномерно, основная их масса выпадает в период с апреля по октябрь. Наибольшее количество осадков выпадает в августе (301 мм).

## Транспорт
Ближайший аэропорт расположен в 28 км к западу, вблизи деревни Бегелькар.